# Caloptilia mastopis
Caloptilia mastopis là một loài bướm đêm thuộc họ Gracillariidae. Nó được tìm thấy ở Ấn Độ (Assam, Meghalaya và Maharashtra).
Ấu trùng ăn Litsea stocksii. Chúng ăn lá nơi chúng làm tổ.